# Tachikawa Ki-36
Le Tachikawa Ki-36 est un avion d'attaque légère japonais de la Seconde Guerre mondiale. Certains exemplaires furent utilisés pour des attaques suicides. Son nom de code allié était Ida.

## Historique

### Conception

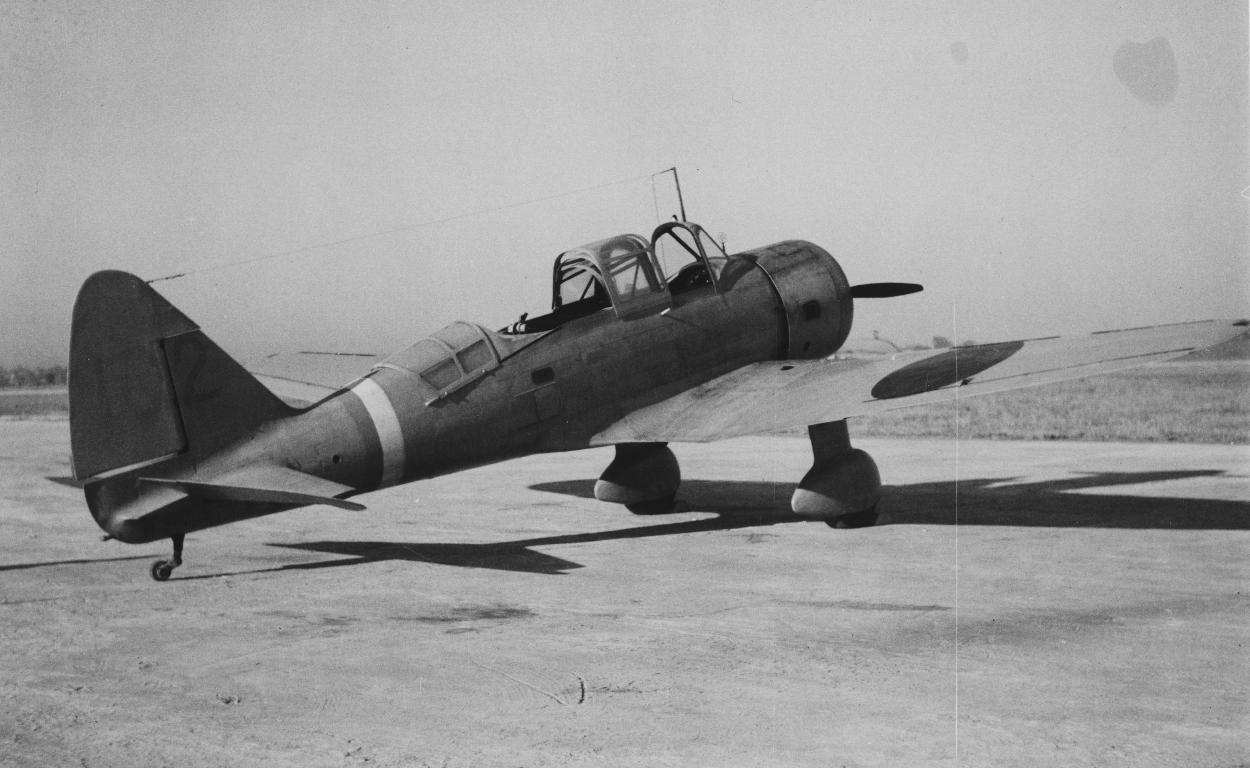
Tachikawa Ki-36 du 98 chokkyo, une unité aérienne directe de coopération effectuant de l'appui des forces terrestres et des liaisons.

Début 1937 le Service aérien de l'Armée impériale japonaise fit savoir qu'il recherchait un avion d'attaque légère ayant également la capacité de remplir des missions de coopération avec les forces terrestres. L'une des obligations soumise à l'avionneur Tachikawa était d'utiliser le moteur en étoile Hitachi HA-13a dans sa version militaire, dite Type 98. Les designers et ingénieurs japonais travaillèrent à peine plus d'un an puisque le premier vol du prototype intervint en avril 1938.
Extérieurement l'avion se présentait sous la forme d'un monoplan à aile basse cantilever faisant appel à une construction mixte en métal et contreplaqué. L'avion possédait un train d'atterrissage classique fixe dont les roues et les jambes étaient carénées. Le cockpit largement vitré permettait l'accueil du pilote et de son navigateur qui remplissait aussi le rôle de mitrailleur. Son armement se composait de deux mitrailleuses de calibre 7,7 mm, l'une tirant en position dite de chasse (c'est-à-dire vers l'avant) et l'autre monté sur affût mobile arrière. Une charge de bombes de 150 kg était emportée sous le fuselage et les ailes.
Le moteur HA-13a entraînait une hélice bipale en métal.
Par la suite il donna naissance à l'avion d'entraînement Ki-55 (en).

### En service
Les premiers exemplaires de série entrèrent en service actif en novembre 1938 et furent affectés rapidement aux opérations en Chine où l'avion démontra de bonnes capacités opérationnelles. Après l'attaque contre Pearl Harbor les Ki-36 furent engagées contre les forces américaines mais rapidement l'avion fut considéré comme largement inférieur aux chasseurs américains comme le Grumman F4F ou le Curtiss P-40E.
De ce fait la majorité des avions furent renvoyés en Chine où ils étaient relativement à l'abri de la chasse américaine. Pourtant le Ki-36 revint sur le devant de la scène avec les opérations dites de kamikaze. Dans ce cas les avions modifiés disposaient d'une unique bombe fixe de 500 kg installée sous l'avion. Le pilote prenait alors seul les airs, le rôle du navigateur devenant superflu. On attribue aux Ki-36 suicides plusieurs destructions parmi les navires de l'US Navy. Toutefois là encore les résultats ne furent jamais satisfaisants et l'Armée impériale sollicita d'autres avions moins facilement repérables par la chasse et la DCA américaines.
Après la guerre plusieurs dizaines de Ki-36, le nombre exact est difficilement vérifiable d'une source à l'autre, furent utilisés par différentes forces aériennes. L'armée de l'air française utilisa de son côté sept de ces machines abandonnées en Indochine par les troupes d'occupation japonaise. Ils portèrent la cocarde tricolore de 1945 à 1950 au sein de l'Escadrille de liaison aérienne no 52. Ces avions étaient désarmés.

## Utilisateurs
- Chine
  - Force aérienne chinoise.
- France
  - Armée de l'air.
- Indonésie
  - Force aérienne de l'armée nationale indonésienne.
- Japon
  - Service aérien de l'Armée impériale japonaise.
- Thaïlande
  - Force aérienne royale thaïlandaise.

## Versions
- Tachikawa Ki-36 : Version de série produite à 1 332 exemplaires de série, et un prototype.
- Tachikawa Ki-55 (en) : Version de série d'entraînement produite à 1 389 exemplaires.
- Tachikawa Ki-72 : Version améliorée produite à un prototype.

Il est à noter que la firme Tachikawa ne produisit pas la totalité des 1 334 avions, quelques-uns l'étant par Kawasaki.

## Préservation

Un Tachikawa Ki-36 de la force aérienne royale thaïlandaise exposé au musée de celle-ci.

Au moins un exemplaire de cette machine est préservé et exposé, au Royal Thai Air Force Museum de Bangkok. L'avion y est représenté dans une livrée jaune unie.